# Sphaerichthys
Sphaerichthys (Canestrini, 1860) è un genere di pesci d'acqua dolce, appartenente alla famiglia Osphronemidae, sottofamiglia Luciocephalinae.

## Specie
Al genere appartengono 4 specie:
- Sphaerichthys acrostoma
- Sphaerichthys osphromenoides
- Sphaerichthys selatanensis
- Sphaerichthys vaillanti